# Морос Грасия, Карлос
Карлос Морос Грасия (исп. Carlos Moros Gracia; род. 15 апреля 1993, Сагунто или Sagunto (city)) — испанский футболист, защитник кипрского клуба «Омония 29М».

## Клубная карьера
Является воспитанником «Валенсии», в которой занимался с шести лет. Взрослую карьеру начал в 2012 году в «Атлетико Сагунтино» из своего родного города. В 2015 и 2016 годах выступал в соревнованиях среди колледжей США за «Темпл Оулз», где провёл 37 матчей и забил четыре мяча.
30 марта перешёл в шведский «Сундсвалль», с которым подписал трёхлетний контракт. 15 июля 2017 года дебютировал в чемпионате Швеции в игре против «Хальмстада», заменив на 89-й минуте Смайля Сульевича.
19 декабря 2019 года подписал контракт с польским «Лодзем». Впервые в футболке нового клуба появился на поле 9 февраля 2020 года в гостевом поединке с «Легией». По итогам сезона клуб занял последнюю строчку в турнирной таблице и опустился в первую лигу. Там Грасия сыграл ещё 20 игр, в которых забил один мяч.
30 июля 2021 года стал игроком шведского «Мьельбю», подписав с клубом контракт, рассчитанный на полтора года с возможностью продления ещё на один. 7 августа в игре очередного тура чемпионата Швеции с «Эребру» дебютировал за клуб, заменив в середине второго тайма Андреаса Блумквиста.

## Клубная статистика
| Выступление      | Выступление      | Выступление      | Лига | Лига | Кубки | Кубки | Конт. кубки | Конт. кубки | Итого | Итого |
| Клуб             | Лига             | Сезон            | Игры | Голы | Игры  | Голы  | Игры        | Голы        | Игры  | Голы  |
| ---------------- | ---------------- | ---------------- | ---- | ---- | ----- | ----- | ----------- | ----------- | ----- | ----- |
| Сундсвалль       | Алльсвенскан     | 2017             | 12   | 1    | 1     | 1     | 0           | 0           | 13    | 2     |
| Сундсвалль       | Алльсвенскан     | 2018             | 29   | 1    | 4     | 0     | 0           | 0           | 33    | 1     |
| Сундсвалль       | Алльсвенскан     | 2019             | 28   | 2    | 0     | 0     | 0           | 0           | 28    | 2     |
| Сундсвалль       | Итого            | Итого            | 69   | 4    | 5     | 1     | 0           | 0           | 74    | 5     |
| ЛКС Лодзь        | Экстракласса     | 2019/20          | 16   | 2    | 0     | 0     | 0           | 0           | 16    | 2     |
| ЛКС Лодзь        | I Лига           | 2020/21          | 20   | 1    | 1     | 0     | 0           | 0           | 21    | 1     |
| ЛКС Лодзь        | Итого            | Итого            | 36   | 3    | 1     | 0     | 0           | 0           | 37    | 3     |
| Мьельбю          | Алльсвенскан     | 2021             | 17   | 1    | 1     | 0     | 0           | 0           | 18    | 1     |
| Мьельбю          | Алльсвенскан     | 2022             | 0    | 0    | 3     | 2     | 0           | 0           | 3     | 2     |
| Мьельбю          | Итого            | Итого            | 17   | 1    | 4     | 2     | 0           | 0           | 21    | 3     |
| Всего за карьеру | Всего за карьеру | Всего за карьеру | 122  | 8    | 10    | 3     | 0           | 0           | 132   | 11    |